# UNII-bånd
UNII (Unlicensed National Information Infrastructure) er frekvensbånd, som er anvendt af fx Wi-Fi5, Wi-Fi 6 og Wi-Fi 6E rlan-udstyr og af mange trådløse internetudbydere.
UNII er en USA FCC regulatorisk domæne for 5-7 GHz trådløst udstyr. Den europæiske HiperLAN standard opererer i UNII-båndet.
UNII-bånd udgøres af flere dele:
| Må anvendes i EU (EU del af EMEA) | Navn     | Alias                                         | Frekvensinterval (GHz) | Båndbredde (MHz) | Max effekt (mW) | Max EIRP (mW) |
| --------------------------------- | -------- | --------------------------------------------- | ---------------------- | ---------------- | --------------- | ------------- |
| ja                                | U-NII-1  | U-NII Low / U-NII Indoor                      | 5,150–5,250            | 100              | 50              | 200           |
| ja                                | U-NII-2A | U-NII Mid                                     | 5,250–5,350            | 100              | 250             | 1.000         |
| nej                               | U-NII-2B |                                               | 5,350–5,470            | 120              | —               | —             |
| ja                                | U-NII-2C | U-NII Worldwide / U-NII-2-Extended / U-NII-2e | 5,470–5,725            | 255              | 250             | 1.000         |
| nej                               | U-NII-3  | U-NII Upper                                   | 5,725-5,850            | 125              | 1.000           | —             |
| nej                               | U-NII-4  | DSRC/ITS                                      | 5,850–5,925            | 75               | —               | —             |
| ja (kun 5,945-6,425)              | U-NII-5  |                                               | 5,925–6,425            | 500              | —               | —             |
| nej                               | U-NII-6  |                                               | 6,425–6,525            | 100              | —               | —             |
| nej                               | U-NII-7  |                                               | 6,525–6,875            | 350              | —               | —             |
| nej                               | U-NII-8  |                                               | 6,875–7,125            | 250              | —               | —             |

Wireless ISP anvender typisk 5,725-5,825 GHz.